# Oslay Ferenc
Oslay Ferenc (szlovénül Franc Ošlai, vendül Ferenc Ošlai) (Filóc, 1883. szeptember 22. – Budapest, 1932. április 22.) magyarországi szlovén történész, író.

## Élete
A Muraszombathoz közeli, elsősorban fazekasságáról ismert Filócon (ma Filovci, Szlovénia) született Zala vármegyei szlovén evangélikus kisnemesi családban Oslay Márton és Traibarits Anna fiaként. Neve ellenére nem volt magyar, mert a szlovén kisnemesek Magyarországon általában magyar nevet kaptak. Tanulmányait Budapesten végezte. A budapesti Mátyás Király gimnázium professzora volt.
Történelmi tárgyú munkáit elsősorban vendül írta és a Domovina c. lapban jelentette meg, amely támogatta a szlovének magyarosítását, majd a trianoni béke után próbálta propagálni a muravidékiek előtt, hogy ők nem szlovének, hanem magyarok. Oslay Mikola Sándor fizikatanár számára készítette munkáit, hogy a trianoni béke felülvizsgálatához tudjon mire hivatkozni. Ezekben a munkákban elsősorban amellett érvelt, hogy a murai és rábai vend nyelven beszélő szlávok nem azonosak a szlovénekkel. Jóllehet értékes történelmi munka, mivel eredeti dokumentumokat tárt fel és használható, valós forrásokat közölt, de szellemisége miatt hitelességét megkérdőjelezték, mivel értelmezéseivel és tartalmában Mikola elméleteinek igazolására törekedett.
A Domovinában Z historie nasega naroda (Nemzetünk történetéből) címmel közölte kutatásait, összesen tíz folytatásban. Egy másik önálló munkát is írt a mártonhelyi protestáns gyülekezet történetéről. Magyarul is írt könyveket a vendekről, illetve egy művet a 16–17. századi horvát jobbágyokról.

## Művei
- Z historie nasega naroda
  - Vremen vadlüványszke reformacie i protireformacie
  - Edna historinszka lázs, Kmeti i szelárje Gornye-Lendavszke fare vu leti 1627, Törszko goszposztvo vu nasoj krajini
  - Nase sztáro cérkevno málanye
  - Nase goricze i vinopôvanje indasnyega szvêta
- Historia martyanszke protestánszke cérkvi
- A horvát jobbágyság 1500-1650-ig (1910)
- Vendek (újságcikk)